# Alessandro Conti (zpěvák)
Alessandro Conti (* 8. srpna 1980, Sassuolo, Itálie) je italský zpěvák a ilustrátor. Je nejvíce známý jako hlavní zpěvák italské powermetalové skupiny Luca Turilli's Rhapsody, se kterou vystupoval od jejího založení v roce 2011 do ukončení její činnosti roku 2018. Zároveň také působí od roku 2002 ve skupině Trick or Treat a od roku 2018 v kapele Twilight Force. Conti je také ilustrátorem a tatérem v tetovacím salónu Tattooga Bay v Modeně. Navrhoval všechny obaly alb skupiny Trick or Treat.
Během roku 2017 navázal se zpěvákem Fabiem Lionem spolupráci v projektu Lione/Conti. Stejnojmenné debutové album vyšlo roku 2018.

## Diskografie

### Trick or Treat
- 2003 - Italian Halloweeen Tribute (živé album)
- 2005 - Like Donald Duck (Demo)
- 2006 - Evil Needs Candy Too
- 2009 - Paper Dragon (Singolo)
- 2009 - Tin Soldiers
- 2009 - Evil Needs Christmas Too (Singl)
- 2010 - David Gnomo (Singl)
- 2011 - Heavy Metal Bunga Bunga (Singl)
- 2012 - False Paradise (Singl)
- 2012 - Rabbits' Hill pt. 1
- 2014 - Let It Go (Singl)
- 2016 - Rabbits' Hill pt. 2
- 2017 - Pegasus Fantasy (Singl)
- 2018 - Re-Animated
- 2018 - Evil Needs Christmas Too (Singl)
- 2019 - Aries: Stardust Revolution (Singl)
- 2019 - Taurus: Great Horn (Singl)
- 2019 - Gemini: Another Dimension (Singl)
- 2019 - Cancer: Underworld Wave (Singl)
- 2019 - Leo: Lightning Plasma (Singl)
- 2019 - Virgo: Tenbu Horin (Singl)
- 2019 - Libra: One Hundred Dragons Force (Singl)
- 2019 - Scorpio: Scarlet Needle (Singl)
- 2019 - Sagittarius: Golden Arrow (Singl)
- 2019 - Capricorn: Excalibur (Singl)
- 2020 - Aquarius: Diamond Dust (Singl)
- 2020 - Pisces: Bloody Rose (Singl)
- 2020 - The Legend Of The XII Saints
- 2021 - The Unlocked Songs
- 2022 - Creepy Symphony (Singl)
- 2022 - Escape From Reality (Singl)
- 2022 - Creepy Symphonies
- 2022 - Crazy (Singl)
- 2023 - A Creepy Night Live (živé album)
- 2023 - When the Lights Fade Out (Santa's in Trouble) (Singl)
- 2025 - Ghosted (Singl)
- 2025 - Dance with the Dancing Clown (Singl)
- 2025 - Ghosted

### Luca Turilli's Rhapsody
- 2012 - Dark Fate of Atlantis (Singl)
- 2012 - Ascending to Infinity
- 2015 - Rosenkreuz (The Rose and the Cross) (Singl)
- 2015 - Prometheus (Singl)
- 2015 - Prometheus, Symphonia Ignis Divinus
- 2015 - Il cigno nero (Reloaded) (Singl)
- 2016 - Prometheus the dolby atmos experience + Cinematic And Live (Sestavení)

### Lione/Conti
- 2018 - Lione/Conti

### Twilight Force
- 2019 - Night of Winterlight (Singl)
- 2019 - Dawn of the Dragonstar (Singl)
- 2019 - Dawn of the Dragonstar
- 2022 - Twilight Force (Singl)
- 2022 - Sunlight Knight (Singl)
- 2023 - At The Heart Of Wintervale
- 2023 - Skyknights of Aldaria (Singl)
- 2023 - The Sapphire Dragon of Arcane Might is Back Again (Singl)
- 2024 - Battle of Arcane Might (2024) (Singl)

### Frøggë
- 2024 - Enchanted Crystal Railroad (Singl)
- 2024 - Lost in the Temple of Slime (Singl)

### Vystoupení hostů a další práce
- 2010: Secret Sphere - Archetype (sborové vokály)
- 2011: Dumper - Rise of the Mammoth (inženýrství (vokály), umělecké dílo, rozložení)
- 2011: Hell in the Club - Let the Games Begin (umělecké dílo)
- 2012: Elvenking - Era (sborové vokály)
- 2012: Infernal Nightmare - Picture of Madness (EP) (umělecké dílo)
- 2013: Nightglow - We Rise (přebal umění)
- 2014: Nightglow - Orpheus (přebal umění)
- 2017: Elvenking - Secrets of the Magick Grimoire (sborové vokály)
- 2018: Eunomia - The Chronicles of Eunomia Part I (hostující vokály zapnuté "We Will Not Surrender")
- 2018: Infinita Symphonia - Liberation (hostující vokály zapnuté "Be Wise or Be Fool")
- 2019: SkeleToon - They Never Say Die (hostující vokály zapnuté "The Truffle Shuffle Army: Bizardly Bizarre) (jak Chunk)
- 2019: Turilli/Lione Rhapsody - Zero Gravity (Rebirth and Evolution) (sborové vokály)
- 2019: Hollow Haze - Between Wild Landscapes and Deep Blue Seas (hostující vokály zapnuté "Through Space and Time")
- 2019: Elvenking - Reader of the Runes - Divination (sborové vokály)
- 2020: Allegiance Reign - Ei Ei O (hostující vokály zapnuté "Heaps of Bodies and Streams of Blood, Fierce Battle / 屍山血河")
- 2020: Hell in the Club - Hell of Fame (cori)
- 2020: SkeleToon - Nemesis (hostující vokály zapnuté "Will You Save Us All?" a "The Seven Angels (Avantasia Cover)")
- 2020: Cristiano Filippini's Flames of Heaven - The Force Within (vést, podpora a dodatečné vokály na "Lightning in the Night")
- 2021: Stranger Vision - Poetica (hostující vokály zapnuté "Rage")
- 2021: Marius Danielsen's Legend of Valley Doom - Marius Danielsen's Legend of Valley Doom Part 3 (jak "Angel of Light")
- 2021: Nanowar of Steel - 	Italian Folk Metal (hostující vokály zapnuté "La mazurka del vecchio che guarda i cantieri")
- 2022: Woods of Wonders - Lost (hostující vokály zapnuté "Castle of Wisdom")
- 2023: Enigmatic Entrance - Out of Time (Singl) (s Kristin Starkey a Tommy Portimo)
- 2023: Timo Tolkki - Renaissance Acoustica (hostující vokály na devíti skladbách)
- 2023: Eunomia - The Chronicles of Eunomia Part II (hostující vokály zapnuté "The Search") (s Jimmy Hedlund a Arnaud Ménard)
- 2023: Temperance - Hermitage - Daruma's Eyes Pt. 2 (hostující vokály zapnuté "Trust No One but You" a "Cliff") (jak Faramond) (s Arjen Anthony Lucassen nebo Arjen Lucassen z hudebního projektu Ayreon jako Vypravěč)
- 2024: Freedom Call - Silver Romance (sbor hostující vokály na "Symphony of Avalon")
- 2024: Seven Spires - A Fortress Called Home (hostující vokály zapnuté "Songs upon Wine-Stained Tongues" a "The Old Hurt of Being Left Behind")
- 2024: Vision Divine - Blood and Angels' Tears (hostující vokály zapnuté "Chapter IX: The Broken Past)